# 恩派爾城 (堪薩斯州)
恩派爾城（英語：Empire City）為美國堪薩斯州切羅基縣的非建制地區。

## 歷史
此社區的郵政局於1877年7月6日開設，1886年6月21日停止營運；爾後於1887年3月30日再次營運，直到1913年10月15日再次停止營運。